# Qiandongnan
Qiandongnan (chiń. 黔东南苗族侗族自治州; pinyin: Qiándōngnán Miáozú Dòngzú Zìzhìzhōu) – prefektura autonomiczna mniejszości etnicznej Miao i Dong w Chinach, w prowincji Kuejczou. Siedzibą prefektury jest Kaili. W 1999 roku liczyła 4 017 176 mieszkańców.